# Звартноц
Вижте пояснителната страница за други значения на Звартноц.
Звартноц (на арменски: Զվարթնոց, Zvartnots, в превод: „небесни ангели“) е град в арменската провинция Армавир, разположен на около 10 km западно от Ереван, приблизително на половината път до четвъртия по големина град в страната, Вагаршапат.
Близо до града се намира международното летище Звартноц, което е международното летище на Ереван. На летището се намира Генералният отдел по гражданска авиация на Армения, както и корпоративното седалище на бившия национален превозвач на Армения, „Армавия“.
Наблизо се намира и катедралният храм от 7 век Звартноц.
|  | Тази страница частично или изцяло представлява превод на страницата Zvartnots, Armenia в Уикипедия на английски. Оригиналният текст, както и този превод, са защитени от Лиценза „Криейтив Комънс – Признание – Споделяне на споделеното“, а за съдържание, създадено преди юни 2009 година – от Лиценза за свободна документация на ГНУ. Прегледайте историята на редакциите на оригиналната страница, както и на преводната страница, за да видите списъка на съавторите. ВАЖНО: Този шаблон се отнася единствено до авторските права върху съдържанието на статията. Добавянето му не отменя изискването да се посочват конкретни източници на твърденията, които да бъдат благонадеждни. |